# Alvin Hollingsworth
Alvin C. Hollingsworth (né le 25 février 1928 à Harlem et mort le 14 juillet 2000 dans le comté de Westchester) est un peintre, dessinateur de bande dessinée, enseignant et une figure majeure de l'art contemporain afro-américain et du Black Arts Movement.

## Biographie
Il est issu de parents nés à la Barbade qui ont émigré aux États-Unis pour s'installer à Harlem dans les années 1920. Pendant sa jeunesse il est marqué par le mouvement artistique afro-américain connu sous le nom de la Renaissance de Harlem. Après ses études primaires, il est admis à la High School of Music & Art (en) de Manhattan d'où il sort diplômé. Il poursuit ses études de beaux arts à l'institut universitaire du City College of New York.
Dès ses douze ans, Hollingsworth travaille comme assistant dans l'industrie du comic book. Dans les deux décennies suivantes, il illustre des récits de tous genres (policier, guerre, romance, horreur, etc.) pour de nombreuses maisons d'éditions, dont Holyoke Publishing, Fiction House ou encore Fawcett Publications dans les années 1940. En 1956, il crée pour l'hebdomadaire afro-américain Pittsburgh Courier le comic strip Kandy, qui suit une jeune ingénieure afro-américaine employée dans le milieu de al course automobile.
Peu après, il se détourne de la bande dessinée pour se consacrer aux Beaux-Arts (peinture, collage, installation, etc.). Il est membre du groupe d'artistes afro-américains Spiral (en) fondé par Romare Bearden, Charles Alston, Norman Lewis, etc. le 5 juillet 1963. Il réalise plusieurs fresques pour des logements sociaux et des institutions. Des années 1970 à sa retraite en 1998, il enseigne les arts visuels et la performance à l'université de la ville de New York.